# Амброзіус Бенсон
Амброзіус Бенсон (нід. Ambrosius Benson бл. 1495, Ломбардія — 1550, Фландрія) — південнонідерландський художник першої половини XVII ст., італієць за походженням.

## Біографія
Належить до призабутих художників. Надзвичайно мало відомостей про походження і ранні роки. Умовно рахують, що мав походження з Ломбардії. Невідомі точно ні місяць і рік народження, ні місце народження. Неіталійським є і його прізвище Бенсон, під котрим він увійшов у історію мистецтв. Його ім'я Амброзіус пов'язують із іменем св. Амвросія, популярного у Мілані і у Ломбардії.
Вважають, що був мандрівним майстром. 1515 року відбув із Північної Італії і оселився у багатому, торговому місті Брюгге. Амброзіус Бенсон — так називали митця у Південних Нідерландах. Якщо він 1495 року народження, то у 1515 році йому було або 20, або трохи менше. Працював помічником у майстерні південнонідерландського художника Герарда Давида. Став громадянином міста Брюгге. Був підмайстром, допоки 1519 року не здав іспити і був переведений у майстри.
Створював релігійні і міфологічні композиції. Брався за створення портретів, в котрих не намагався ідеалізувати моделі, особливо чоловічі. Жіночі портрети А. Бенсона належать до найкращих зразків у його творчому доробку. Не підписував більшості власних творів, як то було звичним для середньовічних майстрів. Був обраним головою гільдії св. Луки у 1537—1539 та у 1543—1544 роках. Саме йому доручили декорування міської ратуші. Низка картин Амброзуса Бенсона була приписана не йому, а іспанському майстру, умовне ім'я котрого — Майстер Сеговії.
Був двічі офіційно одруженим. Від першого шлюбу мав двох синів (Віллем Бенсон 1522—1574, Жан Бенсон бл. 1530—1581), котрі теж стануть художниками. Від другого шлюбу мав доньку. Відомо також, що мав статеві зв'язки побічно шлюбів і мав двох позашлюбних дітей.
Помер до 12 січня 1500 року у Фландрії, точне місце смерті невідоме.

## Галерея обраних портретів

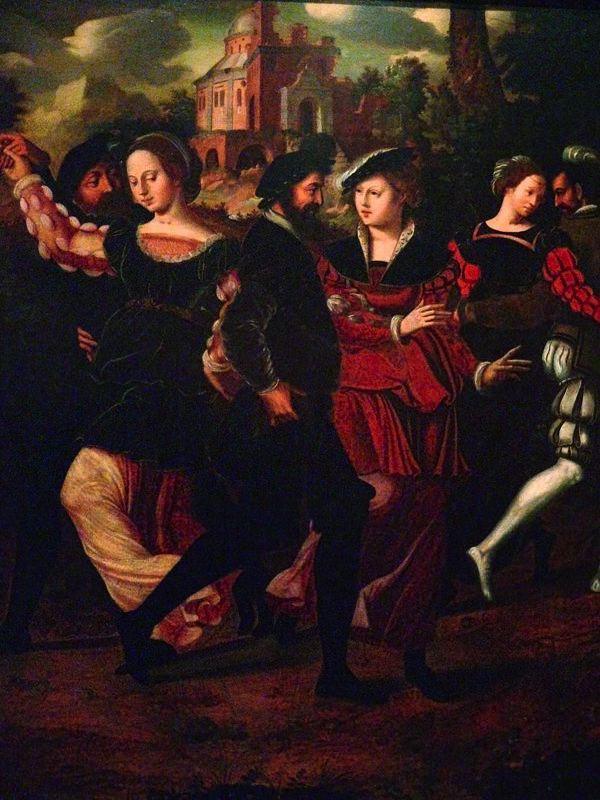
Амброзіус Бенсон. «Танок шляхетного товариства на галявині», 1-а половина 16 ст., Університет Юти, США.

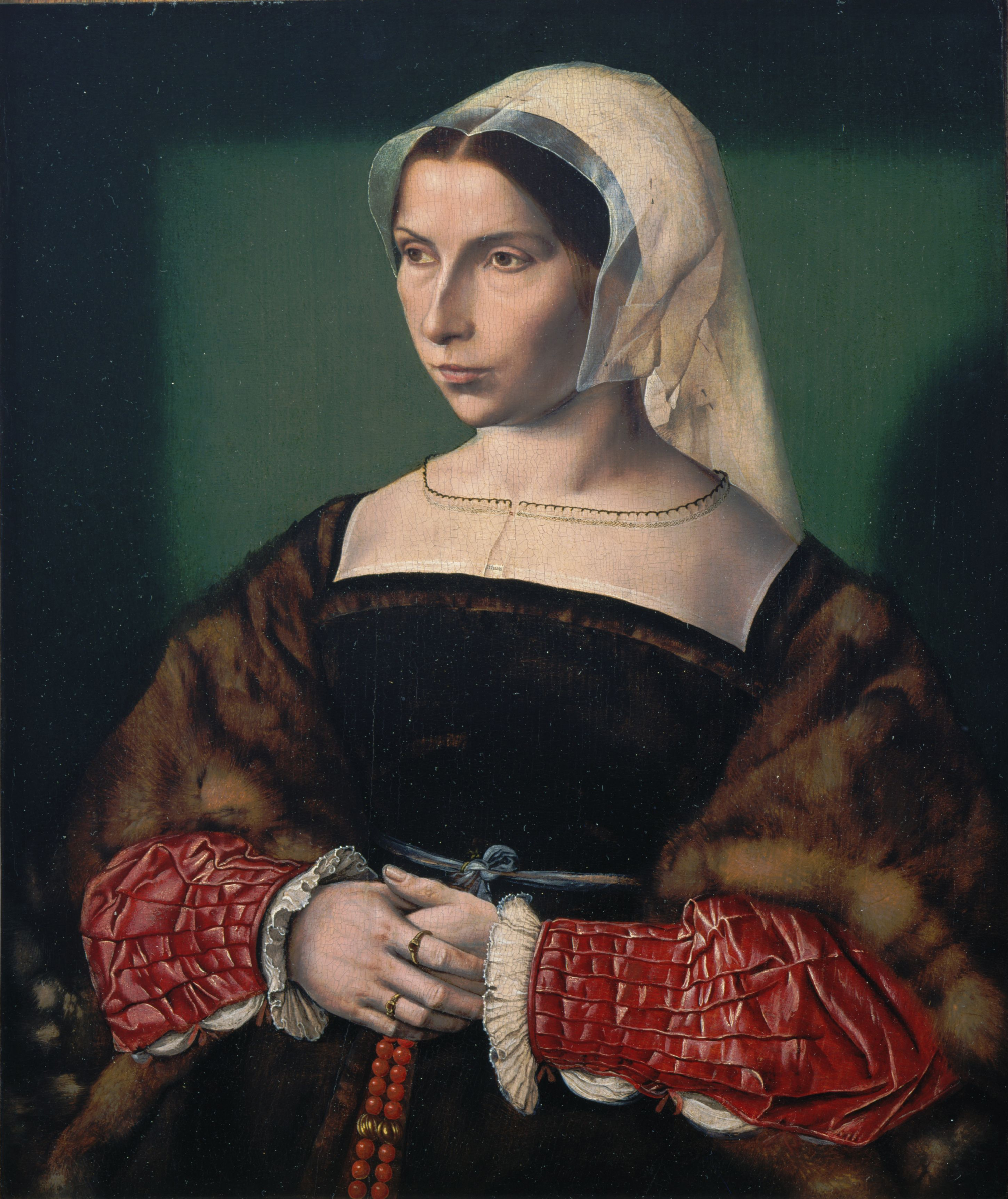
«Анна Стаффорд», 1535 р., Художній музей Сент-Луїса, США.
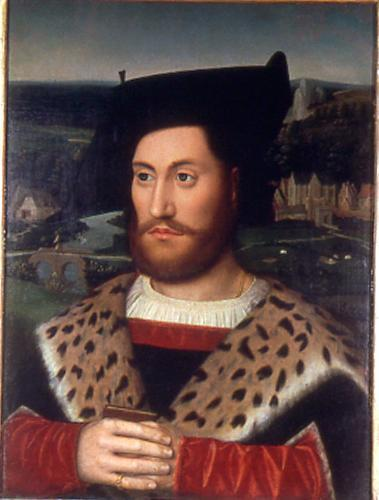
«Невідомий у розкішних шатах і з книжкою у руках», бл. 1530 р., Художній музей Карнегі, Піттсбург, США.
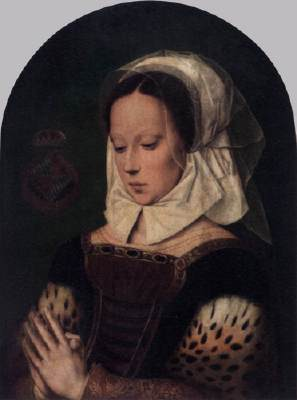
«Якоба ван Бейєрен»
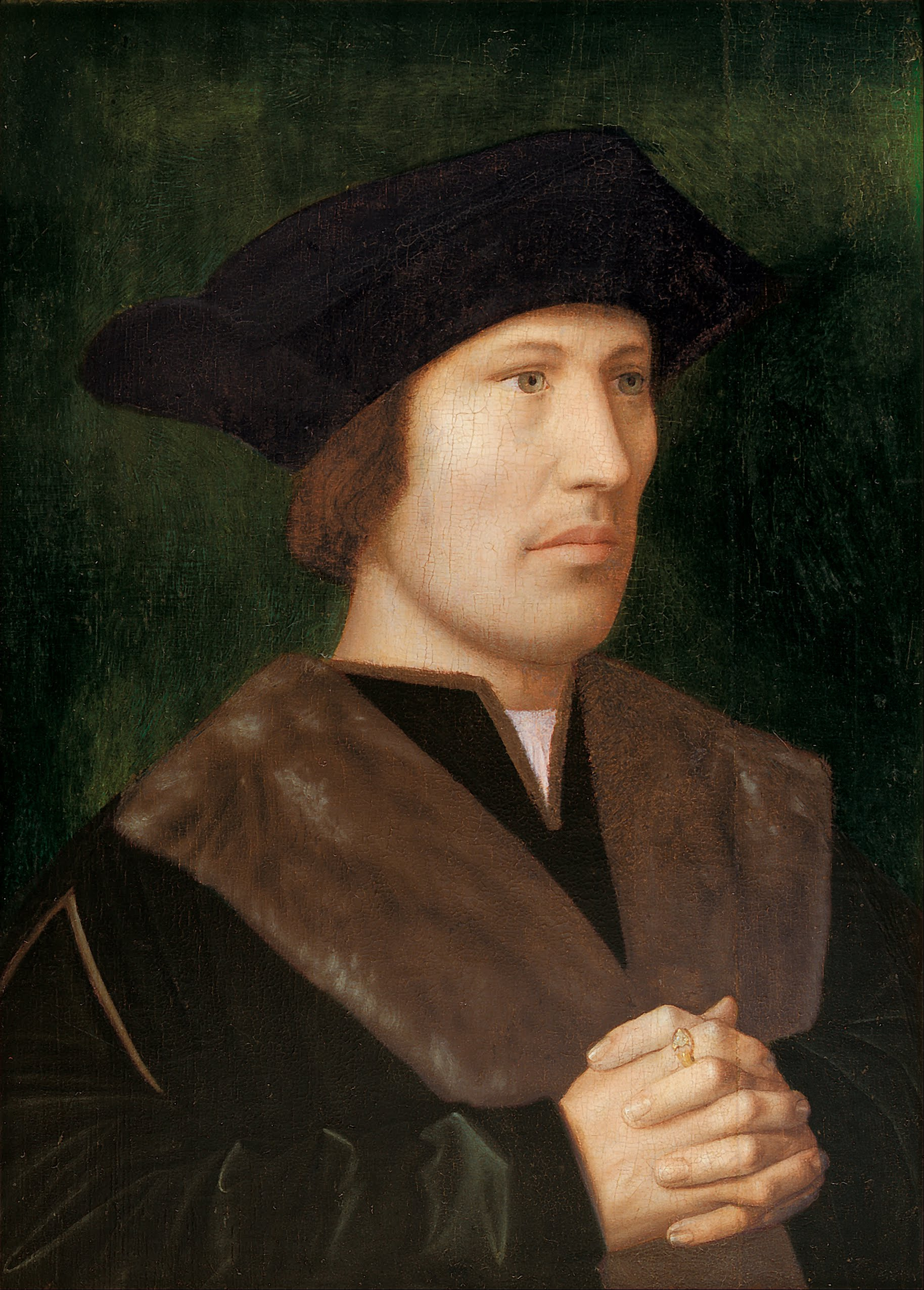
«Невідомий  блакитними очима», кінець 1520-х, Художня галерея Південної Австралії
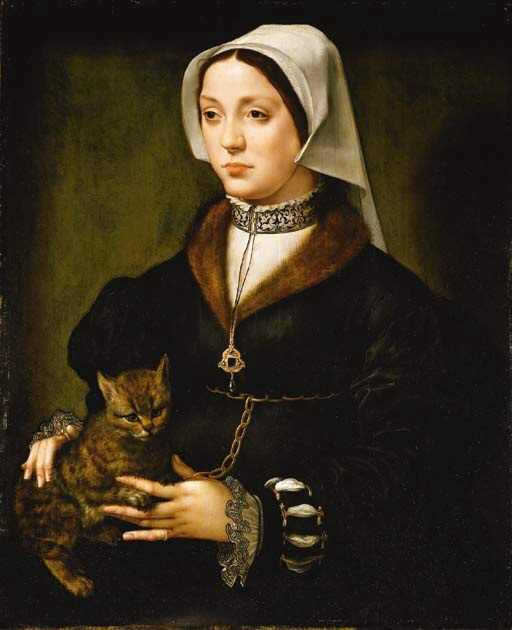
«Невідома пані  з котом», до 1550 р.
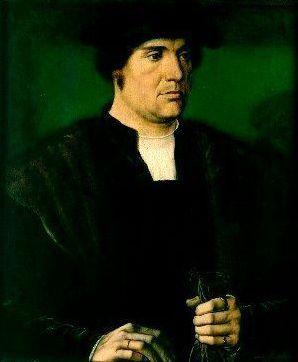
«Барон Георг Гастінгс», Королівські музеї витончених мистецтв (Брюссель)
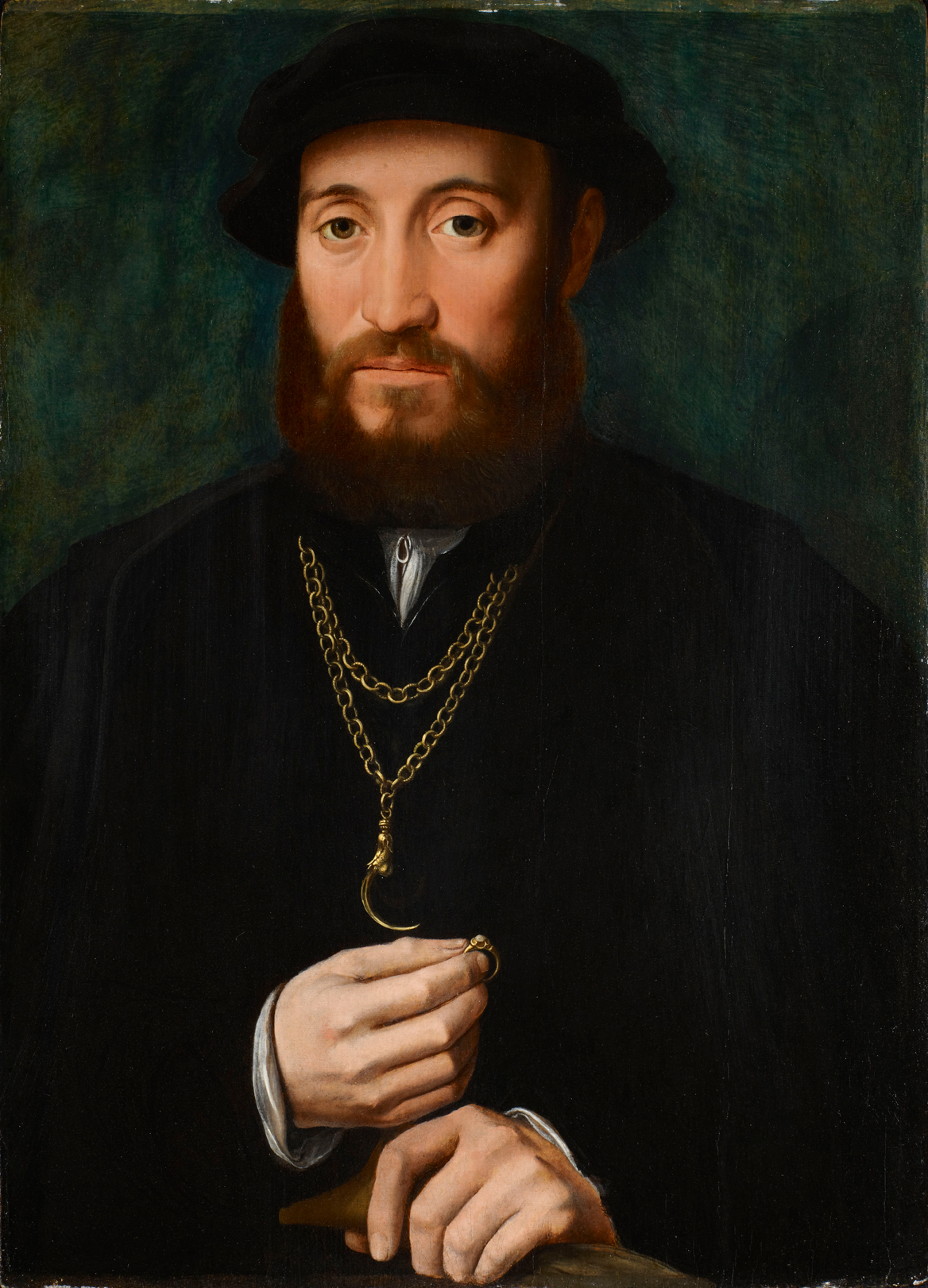
«Невідомий з ювелірними прикрасами», можливо, «Ювелір»
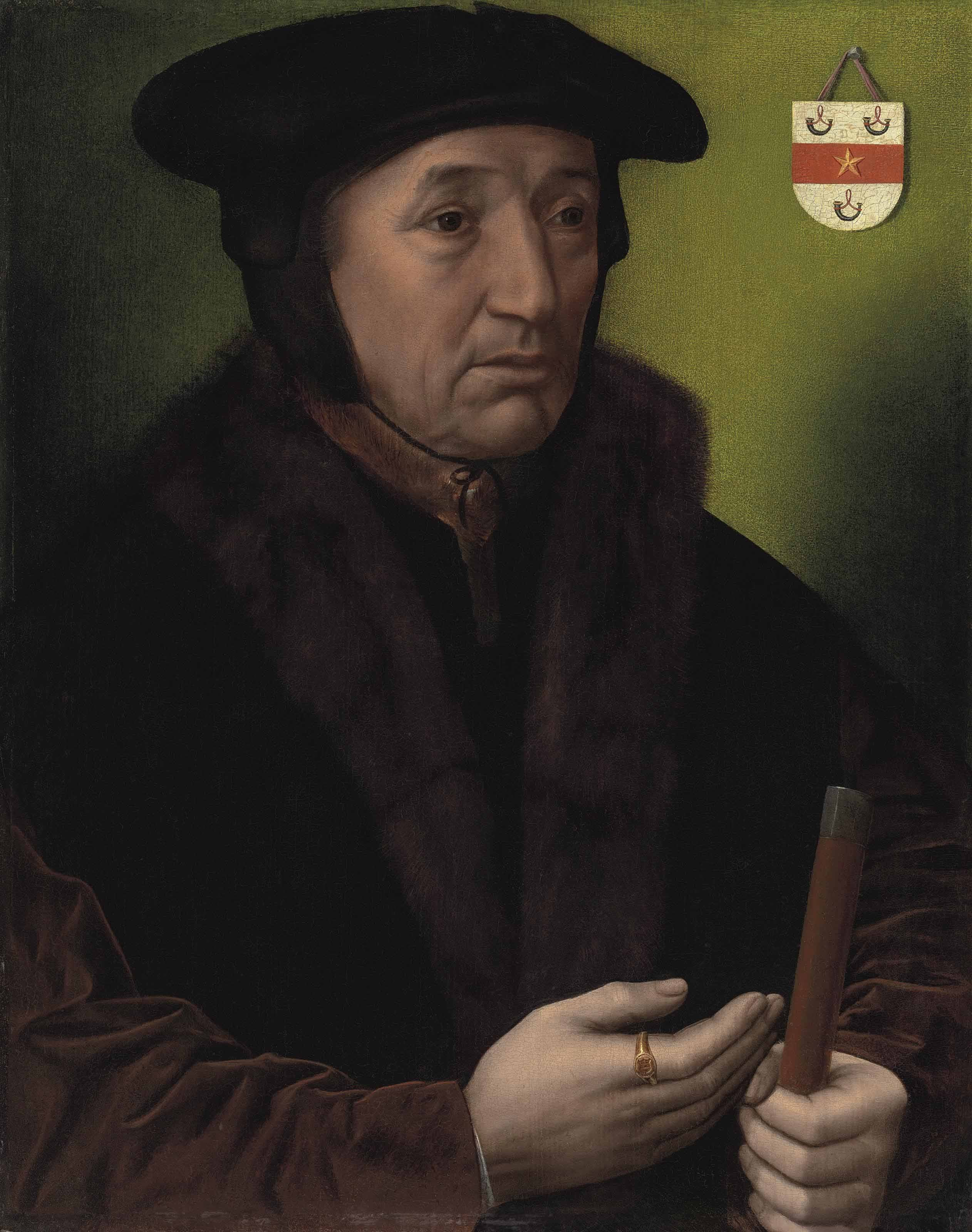
«Жан Війт»

## Світські композиції

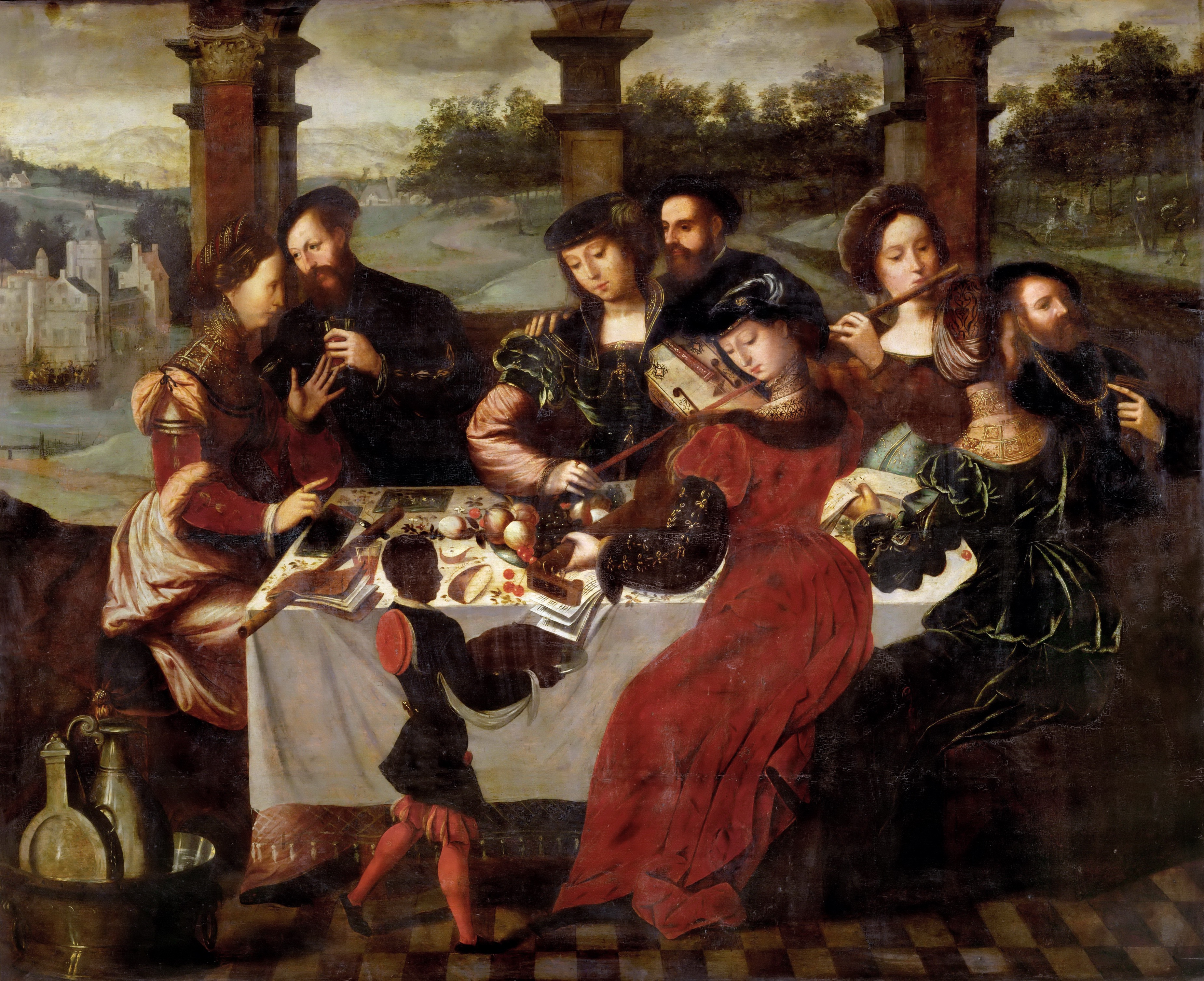
«Тафель музика» або «Концерт під час бенкета», 1532 р., Лувр, Париж.

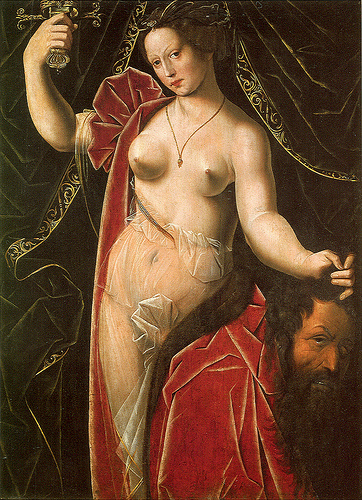
«Юдиф з відрубаною головою Олоферна», до 1533 р.. Музей Гренобля
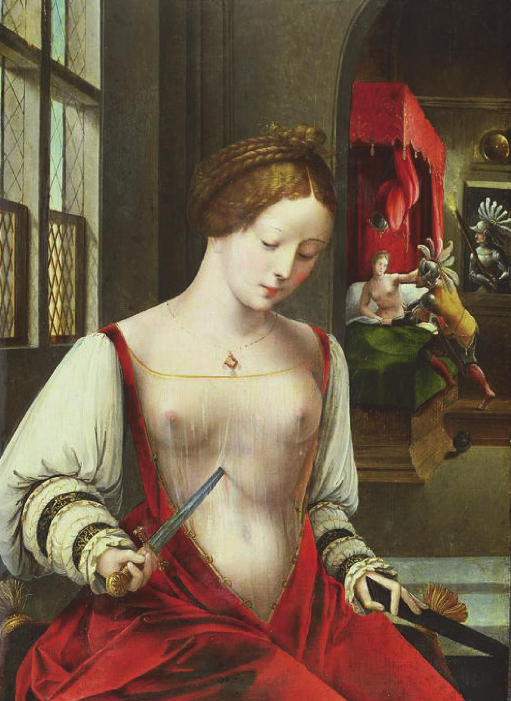
«Самогубство Лукреції»

## Релігійні композиції

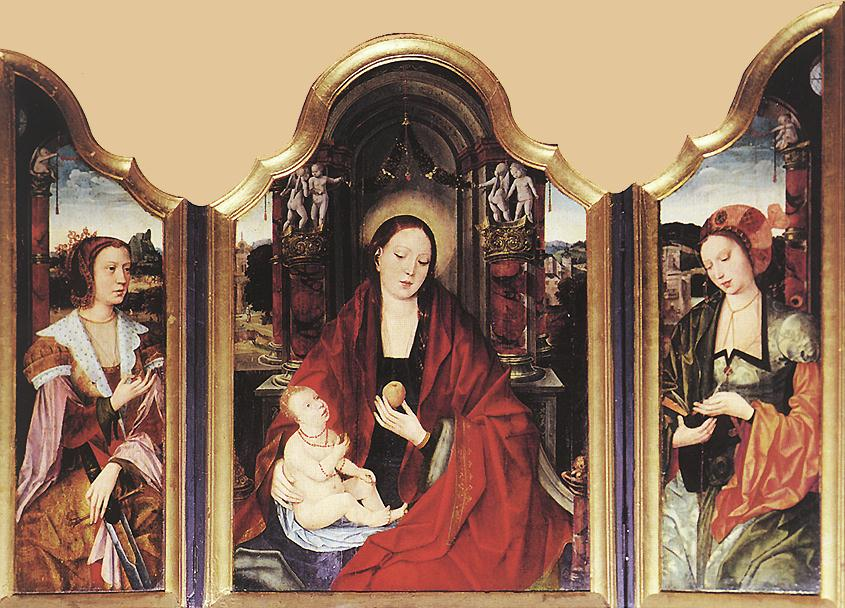
«Мадонна з грушею і двома святими жонами», Катедральний собор, Сеговія.

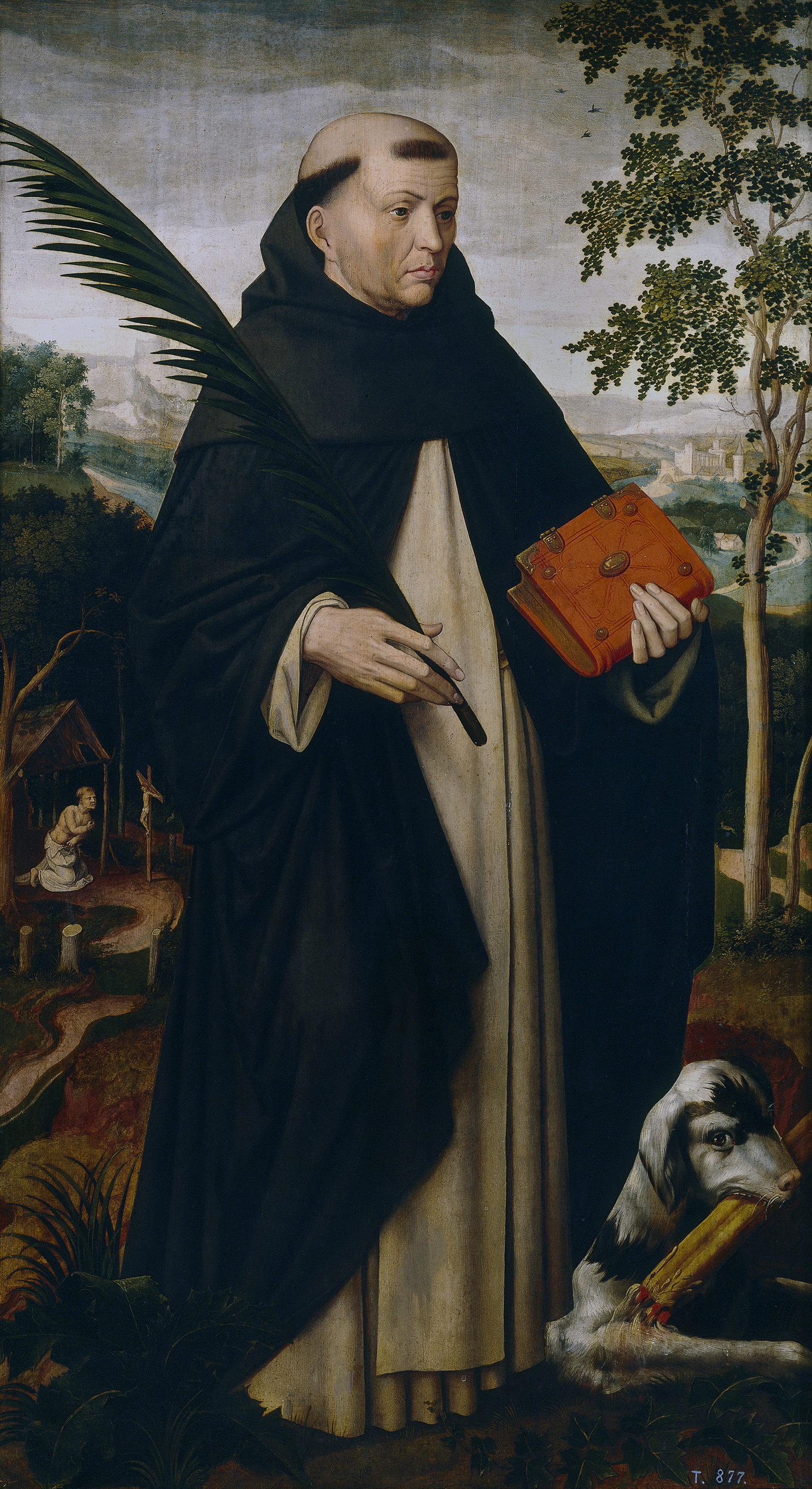
«Санто Домінго де Гусман», бл. 1528 р., Національний музей Прадо, Мадрид.
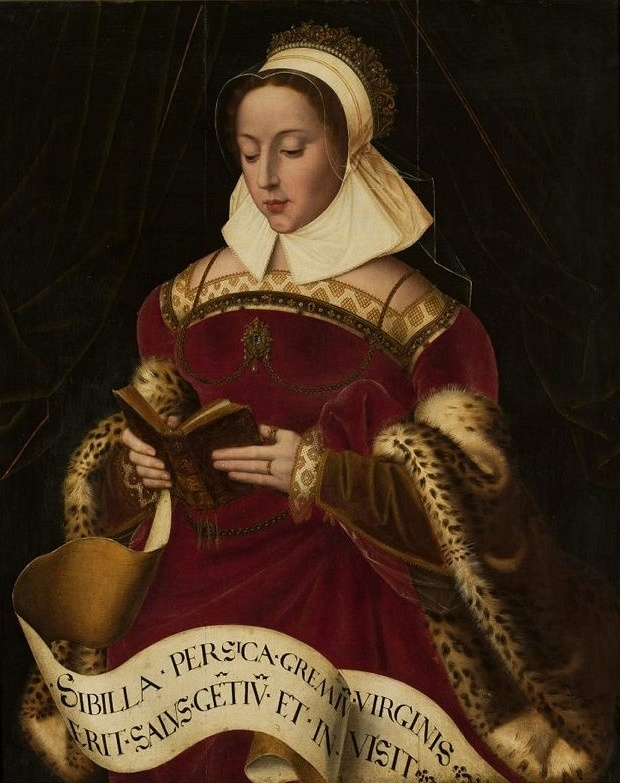
«Сивіла Перська», 1530-і рр., Національний музей (Варшава)
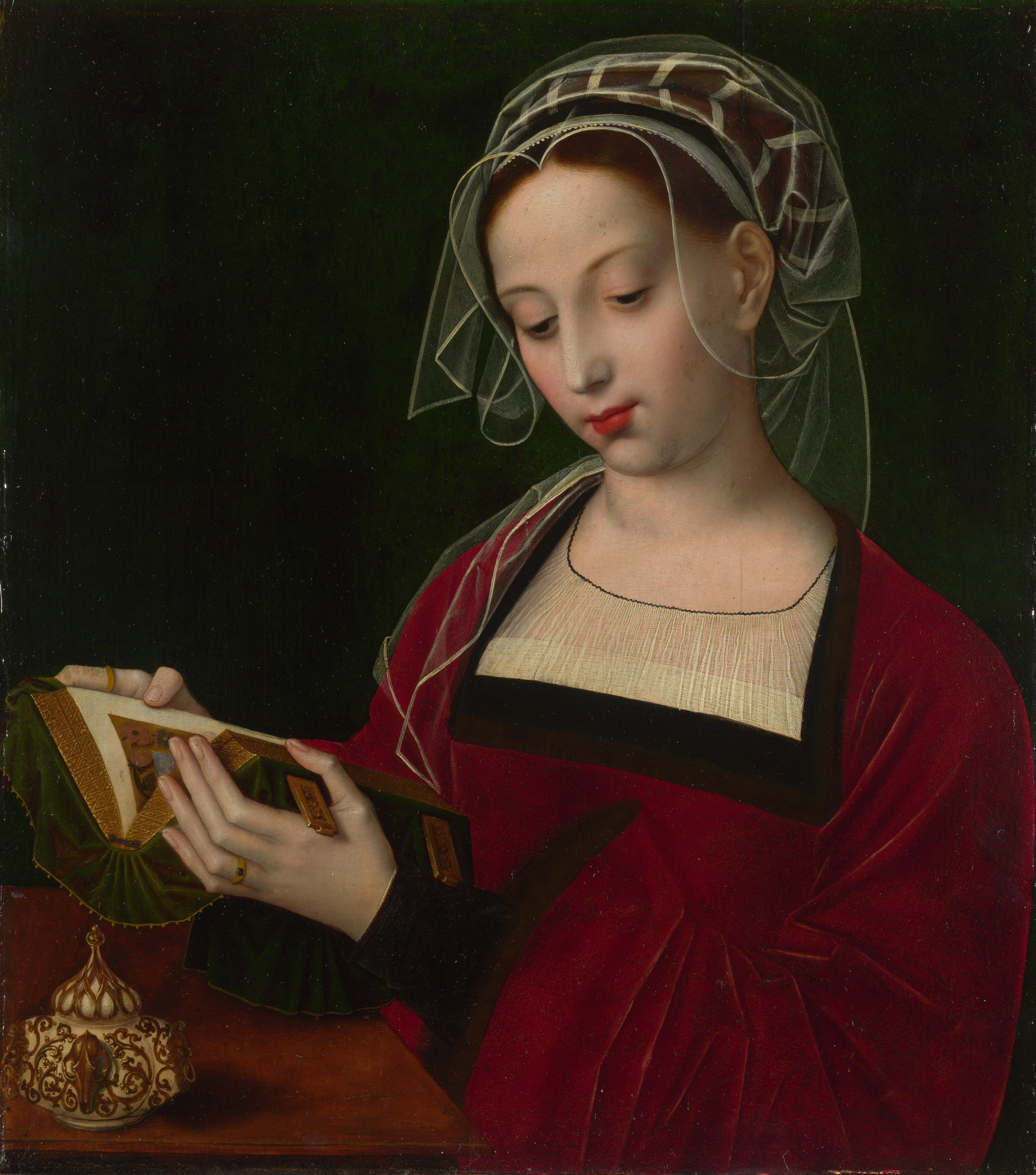
«Марія Магдалина»
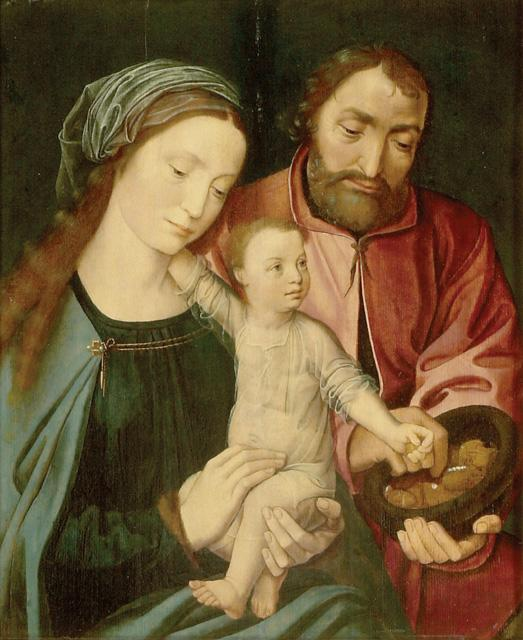
«Свята родина», Оксфорд, Британія.
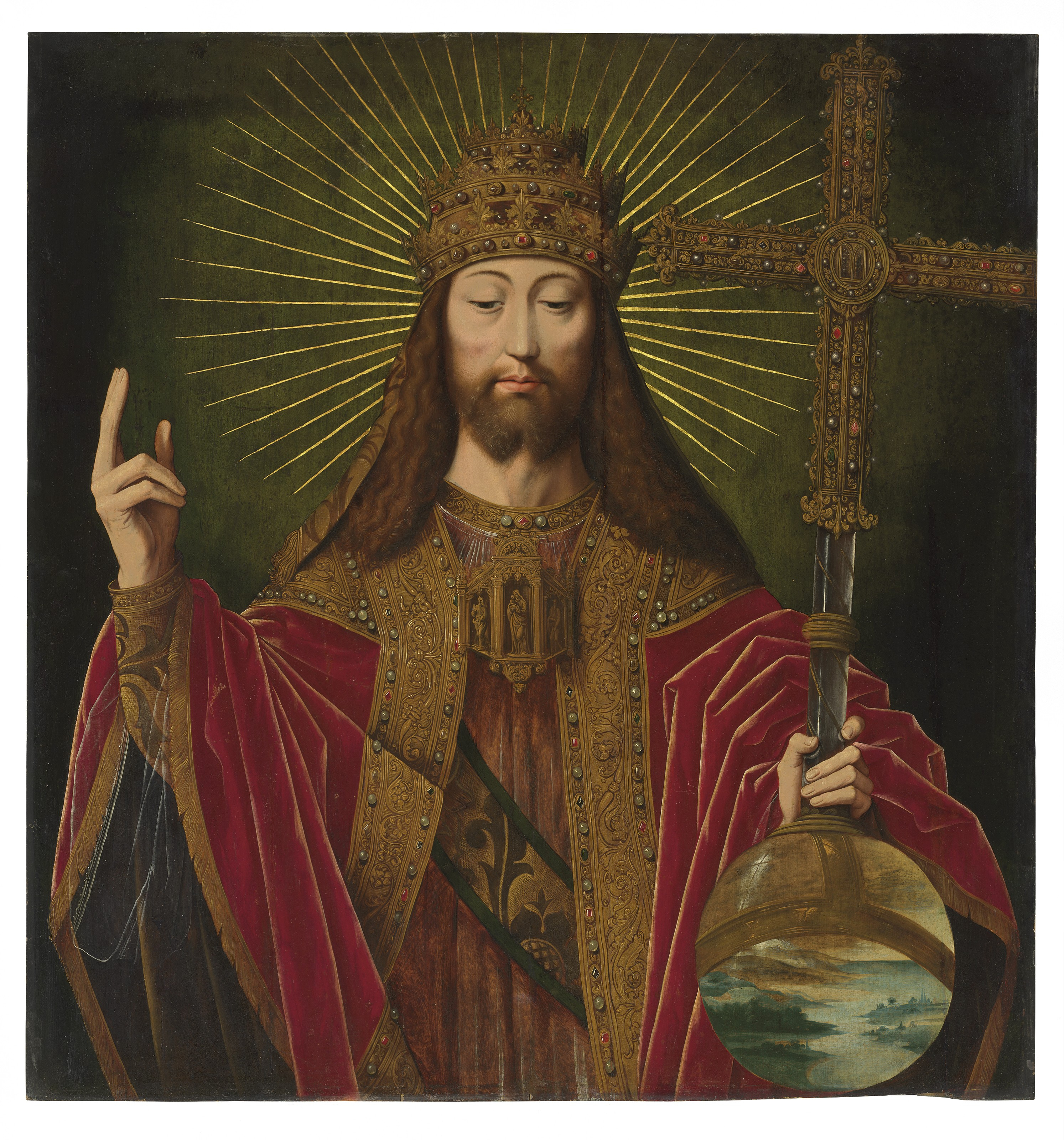